# العلاقات البحرينية الروسية
العلاقات البحرينية الروسية تشير إلى العلاقات الثنائية بين البحرين وروسيا.

## العلاقات في الحقبة السوفيتية
أنشأ الاتحاد السوفيتي العلاقات الدبلوماسية مع البحرين في 29 سبتمبر 1990.

## العلاقات في حقبة الاتحاد الروسي
اعترفت البحرين بالاتحاد الروسي كدولة خليفة للاتحاد السوفيتي في 28 ديسمبر 1991 بعد حله. لدى روسيا سفارة في المنامة ولدى البحرين سفارة في موسكو.

## العلاقات الاقتصادية
- في مايو 2007 أعلن البلدان أنهما سوف يشتركان في إنشاء مؤسسة مالية جديدة تعرف باسم البنك العربي الروسي وسوف يكون المقر الرئيسي في البحرين.
- ايضاً كان هناك مشروع لانتاج اللقاحات الروسية في البحرين.

وقال سفير البحرين لدى روسيا في فبراير 2021، أن السنوات المقبلة ستشهد طفرة هائلة في التبادل التجاري بين البلدين، مشيراً إلى أن موسكو ستتخذ من المنامة مركزاً إقليمياً لتوزيع الغاز في المنطقة، وستنشئ مركزاً إقليمياً لتوزيع الحبوب الروسية في الشرق الأوسط. وفي 2023 قال السفير الروسي لدى البحرين أن عدد الشركات المسجّلة في البحرين ولها المساهمة من مستثمرين روس، خلال السنة الماضية قد تضاعف ليصل لأكثر من 100 شركة الآن.

### التبادل التجاري غير النفطي
(من جهة البحرين) 
| العام | الواردات  | الصادرات  | اعادة التصدير | حجم التبادل التجاري |
| ----- | --------- | --------- | ------------- | ------------------- |
| 2013  | 4,448,255 | 5,007,937 | 4,648,369     | 14,104,561          |
| 2014  | 2,066,136 | 5,499,738 | 3,789,800     | 11,355,674          |
| 2015  | 2,596,197 | 2,858,317 | 2,188,826     | 7,643,340           |
| 2016  | 3,142,594 | 724,639   | 144,304       | 4,011,537           |
| 2017  | 8,237,998 | 3,706,972 | 2,701,947     | 14,646,917          |

## السياحة
اتاحت روسيا التأشيرة الإلكترونية لمواطني مملكة البحرين لتسهيل الأجراءات.
قال السفير الروسي لدى البحرين " إننا جاهزون حتى لإلغاء متطلّبات تأشيرات الدخول على الأساس المتبادل مع أصدقائنا البحرينيين. الضيوف من البحرين مرغوب فيهم دائما، ونتطلّع إلى استقبالهم في بلادنا بكل الترحيب. منذ فترة محدّدة من الزمن وضعت حكومتنا مسوّدة الاتفاقية بهذا الخصوص ".
وايضاً قال السفير الروسي لدى البحرين: هناك خطط لزيادة الرحلات الجوية من البحرين وروسيا وإضافة مدن في ظل وجود الرحلات اليومية من المنامة إلى موسكو ولوجود العقوبات غير الشرعية من دول الغرب الجماعي تحت رعاية الولايات المتحدة الأمريكية يتعذر أن تكون الرحلات على الطيران الروسي، كما أننا جاهزون حتى لإلغاء متطلّبات تأشيرات الدخول على الأساس المتبادل مع أصدقائنا البحرينيين. في روسيا، الضيوف من البحرين مرغوب فيهم دائما، ونتطلّع إلى استقبالهم في بلادنا بكل الترحيب. وبشكل عام أود أن أقول إن روسيا أصبحت تتجه نحو الشرق إلى الدول الصديقة بما في ذلك البحرين وتلعب دورا كبيرا ونترقب زيادة عدد السياح الروس إلى مملكة البحرين.
السياح الروس الذين زاروا البحرين في عام ٢٠٢٢ بلغ 20 ألف زائر، وأن العدد فاق عدد الزوار بالعام الذي سبقه.

## الزيارات الرسمية
- في عام 2008 قام ملك البحرين حمد بن عيسى بن سلمان آل خليفة بزيارة موسكو والتقى مع الرئيس الروسي ديمتري ميدفيديف
- في أبريل 2014 قام ولي عهد البحرين الأمير سلمان بن حمد آل خليفة بزيارة الى موسكو و سانت بطرسبرغ ألتقى خلالها الرئيس الروسي فلاديمبر بوتين و العديد من المسؤولين الروس.
- في أكتوبر 2014 قام ملك البحرين الملك حمد بن عيسى آل خليفة بزيارة الى سوتشي ألتقى خلالها الرئيس الروسي فلاديمير بوتين.

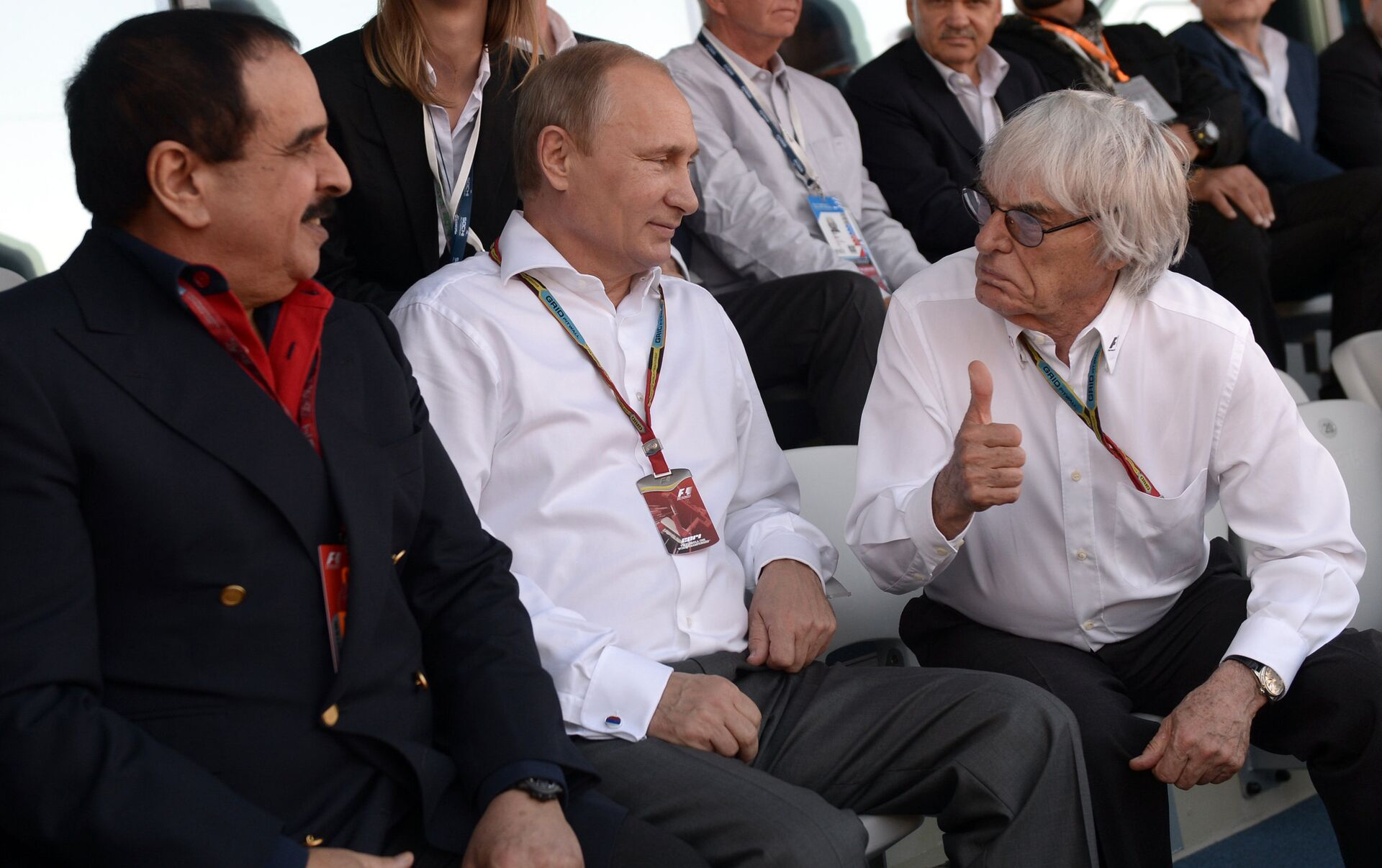
أكتوبر 2014: الرئيس الورسي وملك البحرين يشهدان سباق جائزة روسيا الكبرى.

- في فبراير 2016 قام ملك البحرين الملك حمد بن عيسى آل خليفة بزيارة لموسكو والتقى بالرئيس الروسي فلاديمير بوتين لبحث آفاق تطوير التعاون الثنائي بين البلدين ومسائل تتعلق بمكافحة الإرهاب والتطرف فضلا عن البحث بالوضع في الشرق الأوسط والخليج العربي. والملف السوري تحديدا. (أهدى الملك حمد بن عيسى آل خليفة السيف الدمشقي للرئيس الروسي وتلقى في المقابل من بوتين جوادًا روسيًا)
- في سبتمبر 2016 قام ملك البحرين الملك حمد بن عيسى آل خليفة بزيارة اخرى بذات العام لموسكو لحضور المعرض العسكري التقني الدولي "الجيش 2016" وأجرى خلالها مباحثات مع الرئيس الروسي فلاديمير بوتين.

### من الجانب البحريني:
- مارس 2018: زيارة وفد برلماني بحريني برئاسة سعادة التائب على العرادي النائب الاول لرئيس مجلس النواب.
- ديسمبر 2017م: زيارة وفد ثقافي بحريني لافتتاح معرض "في أرض دلمون حيث تشرق الشمس" في متحف الأرميتاج ضمن الأيام الثقافية البحرينية في روسيا الاتحادية.
- مايو 2016م: زيارة معالي الشيخ خالد بن أحمد بن محمد آل خليفة وزير الخارجية إلى موسكو.
- ديسمبر 2015م: زيارة معالي الشيخ خالد بن أحمد بن محمد آل خليفة وزير الخارجية إلى موسكو.
- يونيو 2015م: زيارة سمو الشيخ محمد بن مبارك آل خليفة، نائب رئيس الوزراء إلى سانت بطرسبرغ.
- أبريل 2014م: زيارة وفد من قوة دفاع البحرين برئاسة سعادة العميد الركن عيسى محمد الرميحي، قائد القوة الخاصة الملكية.
- سبتمبر 2013م: زيارة معالي الشيخة مي بنت محمد آل خليفة، وزيرة الثقافة إلى موسكو.
- يونيو 2013م: زيارة وفد من لجنة الصداقة البحرينية الروسية بمجلس النواب إلى مجلس الدوما بروسيا الاتحادية.
- يوليو 2012م: زيارة صاحبة السمو الملكي الأميرة سبيكة بنت إبراهيم آل خليفة قرينة ملك مملكة البحرين رئيسة المجلس الأعلى للمرأة إلى سانت بطرسبرغ لافتتاح معرض تايلوس (رحلة ما بعد الحياة) في متحف الأرميتاج.
- فبراير 2012م: زيارة معالي الشيخ خالد بن أحمد بن محمد آل خليفة، وزير الخارجية إلى موسكو.
- أكتوبر 2011م: زيارة سمو الشيخ عبدالله بن حمد آل خليفة، الممثل الشخصي لحضرة صاحب الجلالة ملك مملكة البحرين على رأس وفد اقتصادي ومالي إلى موسكو.
- أكتوبر 2010م: زيارة سعادة الدكتور عبدالحسين بن علي ميرزا، وزير شؤون النفط والغاز رئيس الهيئة الوطنية للنفط والغاز إلى روسيا الاتحادية.
- أبريل 2009م: زيارة معالي الفريق الركن الشيخ راشد بن عبدالله آل خليفة، وزير الداخلية إلى روسيا الاتحادية.

### من الجانب الروسي:
- 24 يناير 2018م: زيارة أليكسي فرولكين نائب مدير الخدمة الاتحادية الروسية للتعاون العسكري التقني والوفد المرافق للمشاركة في الاجتماع الأول للجنة الحكومية البحرينية الروسية للتعاون العسكري التقني.
- ديسمبر 2017: زيارة وفد من مجلس الدوما الروسي برئاسة النائب رسول بوريسوفيتش بوتاشيف.
- فبراير 2017م: زيارة السيد دينيس مانتوروف وزير الصناعة والتجارة الروسي إلى مملكة البحرين لعقد اجتماع اللجنة الحكومية المشتركة حول التعاون التجاري والاقتصادي والعلمي والتكنولوجي.
- نوفمبر 2016م: زيارة وفد روسي يشمل كبار رجال الأعمال والعديد من الشركات الروسية لإقامة أيام روسيا الاتحادية في مملكة البحرين.
- أبريل 2016م: زيارة رئيس جمهورية تتارستان إلى مملكة البحرين.
- أبريل 2016م: زيارة وفد روسي رفيع المستوى برئاسة محافظ مدينة سانت بطرسبرغ مع شخصيات من مختلف القطاعات الحكومية وممثلين عن الشركات والمؤسسات الخاصة.
- مارس 2016م: زيارة رئيس مجلس شورى المفتين لروسيا والإدارة الدينية لمسلمي روسيا الاتحادية والوفد المرافق.
- فبراير 2016م: زيارة السيد اندري مورغا وزير التنمية الاقتصادية بإقليم ستافروبول الروسي والوفد المرافق له إلى مملكة البحرين لبحث تعزيز أوجه التعاون المشترك بين البلدين في المجال الزراعي.
- يناير 2016م: زيارة السيد فيكتور زبكوف الممثل الخاص لفخامة رئيس روسيا الاتحادية، رئيس مجلس إدارة شركة غازبروم الروسية والوفد المرافق له للمشاركة في معرض البحرين الدولي للطيران 2016.
- يناير 2016م: زيارة الفريق سيرجي درونوف القائد العام للقوات الجوية الروسية والوفد المرافق له على هامش معرض البحرين الدولي للطيران.
- مايو 2015م: زيارة سعادة السيد الكزا ندر فومن، الممثل الشخصي لفخامة رئيس روسيا الاتحادية للتعاون العسكري الفني ومدير هيئة الفدرالية الروسية للتعاون العسكري الفني.
- أبريل 2014م: زيارة سعادة السيد فيكتور زوبكوف، الممثل الخاص لفخامة رئيس روسيا الاتحادية للتعاون مع منتدى الدول المصدرة للغاز ورئيس مجلس إدارة شركة غازبروم الروسية، يرافقه وفد من كبار رجال الأعمال.
- يناير 2014م: زيارة وفد برئاسة الدكتور ديميتري أمونتس، وكيل الشؤون السياحية بوزارة الثقافة والسياحة الروسية.
- يناير 2014م: زيارة سعادة السيد فيكتور زوبكوف، الممثل الخاص لفخامة رئيس روسيا الاتحادية للتعاون مع منتدى الدول المصدرة للغاز ورئيس مجلس إدارة شركة غازبروم الروسية لحضور معرض البحرين الدولي للطيران.
- ديسمبر 2013م: زيارة السيد سيرغي فيرشينين، الممثل الخاص لوزير خارجية روسيا الاتحادية لعملية السلام في الشرق الأوسط ومدير دائرة الشرق الأوسط وشمال أفريقيا.
- نوفمبر 2013م: زيارة وفد مجلس الأعمال الروسي البحريني المشترك برئاسة السيد ألكسندر اكسينونوك، نائب رئيس الجانب الروسي في المجلس والمدير التنفيذي لبنك مؤسسة الدولة للتنمية والشؤون الاقتصادية الخارجية.
- يناير 2012م: زيارة معالي السيد فيكتور زوبكوف، النائب الأول لرئيس وزراء روسيا الاتحادية لحضور معرض البحرين الدولي للطيران.
- يونيو 2011م: زيارة سعادة السيد سيرغي فيرشينين، مدير إدارة الشرق الأوسط وشمال أفريقيا بوزارة خارجية روسيا الاتحادية بصفته الممثل الخاص لوزير خارجية روسيا الاتحادية.
- يناير 2010م: زيارة معالي السيد فيكتور زوبكوف، النائب الأول لرئيس وزراء روسيا الاتحادية لحضور معرض البحرين الدولي للطيران.
- فبراير 2009م: زيارة معالي السيد سيرجي لافروف، وزير خارجية روسيا الاتحادية.
- مايو 2007م: زيارة وفد روسي تجاري كبير إلى مملكة البحرين للمشاركة في اجتماعات الدورة السابعة لمجلس الأعمال العربي الروسي.[4]

## الاتصالات الهاتفية بين الملك حمد و الرئيس بوتين
- 1 يوليو 2017: اتصال بين ملك البحرين الملك حمد بن عيسى آل خليفة والرئيس الروسي فلاديمير بوتين
- 7 يوليو 2020: اتصال بين ملك البحرين الملك حمد بن عيسى آل خليفة والرئيس الروسي فلاديمير بوتين
- 15 مارس 2022: اتصال بين ملك البحرين الملك حمد بن عيسى آل خليفة والرئيس الروسي فلاديمير بوتين
- 30 سبتمبر 2022: اتصال بين ملك البحرين الملك حمد بن عيسى آل خليفة والرئيس الروسي فلاديمير بوتين
- 28 يونيو 2023: اتصال بين ملك البحرين الملك حمد بن عيسى آل خليفة والرئيس الروسي فلاديمير بوتين

## الاتفاقيات الثنائية
- 6 سبتمبر 2016م: اتفاقية بين حكومة مملكة البحرين وحكومة روسيا الاتحادية حول إنشاء اللجنة البحرينية -الروسية للتعاون التجاري والاقتصادي والعلمي والتكنلوجي – موسكو - دخلت حيز النفاذ بموجب المرسوم رقم (18) لسنة 2017
- 6 سبتمبر 2016م: اتفاقية بين حكومة مملكة البحرين وحكومة روسيا الاتحادية بشأن التعاون العسكري - موسكو - دخلت حيز النفاذ
- 27 مايو 2016م: اتفاقية بين حكومة مملكة البحرين وحكومة روسيا الاتحادية بشأن تسليم المجرمين - موسكو - دخلت حيز النفاذ بموجب القانون رقم (21) لسنة 2018
- 25 أبريل 2016م: اتفاقية تعاون بين جامعة البحرين وجامعة سانت بطرسبرغ - دخلت حيز النفاذ
- 25 أبريل 2016م: اتفاقية تعاون بين غرفة تجارة وصناعة البحرين وغرفة تجارة وصناعة مدينة سانت بطرسبرغ -دخلت حيز النفاذ
- 16 ديسمبر 2015م: اتفاق الإعفاء المتبادل من التأشيرة لحاملي الجوازات الدبلوماسية والخاصة والخدمة بين حكومة مملكة البحرين وحكومة روسيا الاتحادية - موسكو - دخلت حيز النفاذ
- 15 ديسمبر 2015م: اتفاقية بين مملكة البحرين وروسيا الاتحادية بشأن نقل المحكوم عليهم بعقوبات سالبة للحرية – موسكو - دخلت حيز النفاذ بموجب القانون رقم (11) لسنة 2017
- 19 مايو 2015م: اتفاقية تعاون العسكري الفني بين حكومة مملكة البحرين وحكومة روسيا الاتحادية - المنامة - دخلت حيز النفاذ بموجب الأمر الملكي رقم (55/ع) لسنة 2016
- 29 أبريل 2014م: اتفاقية تشجيع وتبادل وحماية الاستثمارات بين حكومة مملكة البحرين وحكومة روسيا الاتحادية - المنامة - دخلت حيز النفاذ بموجب القانون رقم (38) لسنة 2015
- 12 مارس 2012م: اتفاقية تعاون في مجال تبادل الخدمات الإخبارية بين وكالة أنباء البحرين "بنا" ووكالة الأنباء الروسية "ايتارتاس" - المنامة دخلت حيز - النفاذ
- 14 أبريل 2009م: اتفاقية تعاون بين وزارة الداخلية بمملكة البحرين ووزارة الداخلية بروسيا الاتحادية - دخلت حيز النفاذ
- 4 سبتمبر 2006م: اتفاقية إنشاء مجلس الأعمال البحريني الروسي المشترك - سانت بطرسبورغ - دخلت حيز النفاذ
- 12 أبريل 1999م: اتفاقية التعاون الاقتصادي والتجاري والتقني بين حكومة دولة البحرين وحكومة روسيا الاتحادية - المنامة - دخلت حيز النفاذ بموجب المرسوم بقانون رقم (19) لسنة 1999
- 17يونيو 1994م: اتفاقية النقل الجوي بين حكومة دولة البحرين وحكومة روسيا الاتحادية - موسكو - دخلت حيز النفاذ بموجب المرسوم بقانون رقم (11) لسنة 1994
- 30 مايو 1994م:اتفاقية تعاون بين غرفة تجارة وصناعة البحرين واتحاد غرف التجارة والصناعة الروسية – المنامة - دخلت حيز النفاذ[5]

## مذكرات التفاهم
- 13 مايو 2017م: مذكرة تفاهم بين المجلس الأعلى للشئون الإسلامية في مملكة البحرين ومجلس شورى المفتين لروسيا الاتحادية – موسكو - دخلت حيز النفاذ
- 6 سبتمبر 2016م: مذكرة تفاهم بين الشركة القابضة للنفط والغاز بمملكة البحرين وشركة غازبروم بالاتحاد الروسي بشأن التعاون في مجال الغاز المسال – موسكو - دخلت حيز النفاذ
- 6 سبتمبر 2016م: مذكرة تفاهم بين الشركة القابضة للنفط والغاز بمملكة البحرين وشركة روس جيولوجيا بالاتحاد الروسي بشأن الشراكة في مجال أعمال المسح الجيوفيزيائي لأغراض استكشاف وإنتاج النفط والغاز – موسكو - دخلت حيز النفاذ
- 25 أبريل 2016م: مذكرة تفاهم بين جمعية سيدات الأعمال البحرينية مع معهد سانت بطرسبرغ الاجتماعي الاقتصادي – المنامة - دخلت حيز النفاذ
- 6 أبريل 2015م: مذكرة تفاهم بشأن تعزيز التعاون الدولي بين أجهزة النيابة العامة في مجال مكافحة الجريمة وحماية حقوق الإنسان - المنامة - دخلت حيز النفاذ
- 29 أبريل 2014م: مذكرة تفاهم بين سلطات الطيران لمملكة البحرين وسلطات الطيران لروسيا الاتحادية حول التعاون الثنائي في مجال الطيران المدني – موسكو - دخلت حيز النفاذ
- 30 أبريل 2014م: مذكرة التعاون التجاري والاقتصادي والعلمي والتقني والثقافي بين مملكة البحرين وروسيا الاتحادية – موسكو - دخلت حيز النفاذ
- 29 أبريل 2014م: مذكرة تفاهم بين شركة ممتلكات القابضة وصندوق الاستثمار المباشر الروسي - موسكو - دخلت حيز النفاذ
- 2 فبراير 2012م: مذكرة تفاهم بين هيئة شؤون الإعلام وتلفزيون نوفوستي (قناة روسيا اليوم الإخبارية) - المنامة - دخلت حيز النفاذ
- 2 يونيو 2011م: مذكرة تفاهم بين وزارة الثقافة بمملكة البحرين ومتحف الفنون الشرقية الروسي التابع لوزارة الثقافة الروسية - موسكو - دخلت حيز النفاذ
- 2 يونيو 2011م: مذكرة تفاهم بين وزارة الثقافة بمملكة البحرين ومتحف الفنون الشرقية الروسي - موسكو - دخلت حيز النفاذ
- 15 ابريل2011م: مذكرة تفاهم بين حكومة مملكة البحرين وحكومة روسيا الاتحادية في مجال مكافحة المخدرات –موسكو - دخلت حيز النفاذ
- 15 أبريل 2009م: مذكرة تفاهم بين وزارة الداخلية بمملكة البحرين والجهاز الفيدرالي الروسي الاتحادي بشأن التعاون في مكافحة الإتجار غير المشروع في المخدرات والمؤثرات العقلية وسلامتها - دخلت حيز النفاذ
- 2 ديسمبر 2008م: مذكرة تفاهم بين مملكة البحرين وروسيا الاتحادية للتعاون في مجال الاستخدام السلمي للطاقة النووية - موسكو - دخلت حيز النفاذ
- 2 ديسمبر 2008م: مذكرة تفاهم بين وزارة الداخلية في مملكة البحرين ووزارة الداخلية في جمهورية روسيا الاتحادية في مجال مكافحة الجريمة – موسكو - دخلت حيز النفاذ
- 2 ديسمبر 2008م: مذكرة تفاهم بين هيئة النفط والغاز البحرينية وشركة بروم الروسية – موسكو - دخلت حيز النفاذ
- 2 ديسمبر 2008م: مذكرة تفاهم بين مصرف البحرين المركزي والبنك المركزي الروسي – موسكو - دخلت حيز النفاذ
- 2 ديسمبر 2008م: مذكرة تفاهم للتعاون الثقافي بين وزارة الثقافة والإعلام البحرينية ووزارة الثقافة الروسية - موسكو - دخلت حيز النفاذ
- 2 ديسمبر 2008م: مذكرة تفاهم للتعاون بين بنك البحرين للتنمية والبنك الروسي للتنمية وشئون الاقتصاد الخارجي - موسكو - دخلت حيز النفاذ
- 9 نوفمبر 2006م: مذكرة تفاهم بين وزارة خارجية مملكة البحرين ووزارة خارجية الاتحاد الروسي – موسكو- دخلت حيز النفاذ
- 18 فبراير 1996م: مذكرة تفاهم بين هيئة إذاعة وتلفزيون البحرين ووكالة أنباء ايتار تاس الروسية - البحرين - دخلت حيز النفاذ
- 18 فبراير 1996م: مذكرة تفاهم بين وكالة أنباء البحرين ووكالة أنباء اتيار تاس الروسية - موسكو - دخلت حيز النفاذ
- 2 ديسمبر 2008م: مذكرة تفاهم بين مصرف البحرين المركزي والبنك المركزي الروسي - موسكو - دخلت حيز النفاذ
- 7 ديسمبر 1995م: مذكرة تفاهم بين مؤسسة نقد البحرين والبنك المركزي الروسي 1995 – موسكو - دخلت حيز النفاذ[6]

## البرامج التنفيذية
12 أكتوبر 2014م: برنامج العمل المشترك للتعاون في المجال الثقافي بين مملكة البحرين وروسيا الاتحادية - سوتتشي - دخلت حيز النفاذ
12 أكتوبر 2014م: برنامج العمل المشترك للتعاون في المجال السياحي بين مملكة البحرين وروسيا الاتحادية - سوتشي - دخلت حيز النفاذ